# ماركوس سميث (لاعب كرة قدم أمريكية)
ماركوس سميث (بالإنجليزية: Marcus Smith)‏ هو لاعب كرة قدم أمريكية أمريكي، ولد في 7 فبراير 1984.